# Wymijanie
Wymijanie – według prawa o ruchu drogowym przejeżdżanie (przechodzenie) obok pojazdu lub uczestnika ruchu poruszającego się w przeciwnym kierunku.
Podczas wymijania należy zachować bezpieczny odstęp od wymijanego pojazdu. W razie potrzeby należy zmniejszyć prędkość. W przypadku, gdy droga jest bardzo wąska i może nie wystarczyć miejsca do bezpiecznego wymijania, wskazane jest zjechać na pobocze, a nawet zatrzymać się.